# ترو مورکمی
ترو مورکمی (انگلیسی: Teruo Murakami؛ زادهٔ ) یک بازیکن تنیس روی میز اهل ژاپن است. 
وی در مسابقات کشوری و بین‌المللی در مجموع برنده ۲ مدال طلا، ۲ مدال نقره شده‌است.